# Tomáš Kapusta (lední hokejista)
Tomáš Kapusta (* 23. února 1967 Gottwaldov) je bývalý český hokejový útočník a trenér.

## Hráčská kariéra
V nejvyšší československé soutěži startoval od sezóny 1983/1984 za Gottwaldov, ve druhé polovině 80. let strávil po jedné sezóně v Dukle Jihlava a v Dukle Trenčín. V sezóně 1989/1990 zamířil do USA, kde začal hrát AHL za tým Cape Breton Oilers. Od ročníku 1992/1993 působil ve Finsku, ve druhé polovině 90. let se vrátil do Česka a se Vsetínem získal dva mistrovské tituly. Na přelomu tisíciletí opět hrál v zámoří: v UHL za Muskegon Fury, v IHL za Cleveland Lumberjacks a ve WCHL za Long Beach Ice Dogs. Ve své poslední sezóně 2003/2004 zamířil zpět do České republiky a se Zlínem získal mistrovský titul.
V 90. letech hrál také za českou reprezentaci, na Mistrovství světa 1993 získal bronzovou medaili.

## Ocenění a úspěchy
- 1992 SM-l - Nejvíce vstřelených vítězných branek
- 1993 SM-l - Nejvíce vstřelených vítězných branek
- 1993 SM-l - Trofej Aarne Honkavaarana
- 1998 ČHL - Nejlepší hráč v pobytu na ledě (+/-) v playoff

## Klubová statistika
| Sezóna       | Klub                  | Soutěž       |     | Základní část | Základní část | Základní část | Základní část | Základní část |   | Play off | Play off | Play off | Play off | Play off |
| Sezóna       | Klub                  | Soutěž       | Z   | G             | A             | B             | TM            | Z             | G | A        | B        | TM       |          |          |
| 1983-84      | TJ Gottwaldov         | ČSHL         | 11  | 0             | 2             | 2             | 0             | —             | — | —        | —        | —        |          |          |
| 1984-85      | TJ Gottwaldov         | ČSHL         | 36  | 5             | 7             | 12            | 14            | —             | — | —        | —        | —        |          |          |
| 1985-86      | TJ Gottwaldov         | ČSHL         | 27  | 3             | 1             | 4             | —             | 5             | 1 | 0        | 1        | —        |          |          |
| 1986-87      | TJ Gottwaldov         | ČSHL         | 30  | 6             | 4             | 10            | 18            | 2             | 0 | 0        | 0        | —        |          |          |
| 1987-88      | ASD Dukla Jihlava     | ČSHL         | 15  | 0             | 2             | 2             | 0             | —             | — | —        | —        | —        |          |          |
| 1988-89      | ASVŠ Dukla Trenčín    | ČSHL         | 34  | 5             | 9             | 14            | 36            | 11            | 3 | 5        | 8        | —        |          |          |
| 1989-90      | TJ Zlín               | ČSHL         | 16  | 9             | 6             | 15            | —             | —             | — | —        | —        | —        |          |          |
| 1989-90      | Cape Breton Oilers    | AHL          | 55  | 12            | 37            | 49            | 56            | 6             | 2 | 7        | 9        | 4        |          |          |
| 1990-91      | Cape Breton Oilers    | AHL          | 73  | 21            | 46            | 67            | 47            | 4             | 0 | 2        | 2        | 21       |          |          |
| 1991-92      | Cape Breton Oilers    | AHL          | 67  | 18            | 33            | 51            | 55            | 5             | 1 | 2        | 3        | 2        |          |          |
| 1992-93      | HPK                   | SM-l         | 48  | 30            | 17            | 47            | 40            | 12            | 4 | 2        | 6        | 12       |          |          |
| 1993-94      | HPK                   | SM-l         | 43  | 21            | 27            | 48            | 49            | —             | — | —        | —        | —        |          |          |
| 1994-95      | Lukko Rauma           | SM-l         | 25  | 7             | 9             | 16            | 10            | —             | — | —        | —        | —        |          |          |
| 1994-95      | Ässät Pori            | SM-l         | 19  | 5             | 4             | 9             | 12            | 7             | 2 | 2        | 4        | 6        |          |          |
| 1995-96      | Ässät Pori            | SM-l         | 25  | 8             | 11            | 19            | 49            | —             | — | —        | —        | —        |          |          |
| 1996-97      | HC Petra Vsetín       | ČHL          | 47  | 19            | 25            | 44            | 38            | 10            | 2 | 7        | 9        | 33       |          |          |
| 1997-98      | HC Petra Vsetín       | ČHL          | 51  | 13            | 31            | 44            | 41            | 10            | 2 | 10       | 12       | 2        |          |          |
| 1998-99      | Espoo Blues           | SM-l         | 7   | 1             | 1             | 2             | 4             | —             | — | —        | —        | —        |          |          |
| 1998-99      | HC ZPS-Barum Zlín     | ČHL          | 38  | 6             | 15            | 21            | 60            | 11            | 2 | 5        | 7        | 6        |          |          |
| 1999-00      | Muskegon Fury         | UHL          | 73  | 33            | 37            | 70            | 80            | 13            | 4 | 12       | 16       | 10       |          |          |
| 1999-00      | Cleveland Lumberjacks | IHL          | 1   | 0             | 0             | 0             | 0             | —             | — | —        | —        | —        |          |          |
| 2000-01      | Long Beach Ice Dogs   | WCHL         | 71  | 30            | 37            | 67            | 86            | 5             | 2 | 3        | 5        | 12       |          |          |
| 2001-02      | Long Beach Ice Dogs   | WCHL         | 61  | 18            | 29            | 47            | 58            | 5             | 0 | 2        | 2        | 2        |          |          |
| 2002-03      | Long Beach Ice Dogs   | WCHL         | 13  | 8             | 7             | 15            | 8             | —             | — | —        | —        | —        |          |          |
| 2003-04      | HC Hamé Zlín          | ČHL          | 9   | 0             | 0             | 0             | 10            | 16            | 0 | 1        | 1        | 6        |          |          |
| Celkem v AHL | Celkem v AHL          | Celkem v AHL | 195 | 51            | 116           | 167           | 158           | 15            | 3 | 11       | 14       | 27       |          |          |

## Reprezentace
| Rok                       | Tým                       | Soutěž                    | Z  | G | A | B | TM |
| ------------------------- | ------------------------- | ------------------------- | -- | - | - | - | -- |
| 1985                      | Československo 20         | MSJ                       | 7  | 1 | 2 | 3 | 2  |
| 1986                      | Československo 20         | MSJ                       | 7  | 2 | 2 | 4 | 0  |
| 1987                      | Československo 20         | MSJ                       | 7  | 4 | 3 | 7 | 6  |
| 1993                      | Česko                     | MS                        | 8  | 2 | 2 | 4 | 6  |
| 1994                      | Česko                     | OH                        | 7  | 0 | 0 | 0 | 2  |
| Seniorská kariéra celkově | Seniorská kariéra celkově | Seniorská kariéra celkově | 15 | 2 | 2 | 4 | 8  |